# Spinosatibiapalpus trinitatis
Spinosatibiapalpus trinitatis is een spinnensoort uit de familie van de vogelspinnen (Theraphosidae).
De wetenschappelijke naam van de soort werd in 1903 als Metriopelma trinitatis gepubliceerd door Reginald Innes Pocock. De soort werd tot 2016 in het geslacht Lasiodora geplaatst, werd toen naar het geslacht Pseudhapalopus verplaatst, en in 2021 naar Spinosatibiapalpus.